# کوهجرد
کوهجرد، روستایی در دهستان پاسخن بخش فسارود شهرستان داراب در استان فارس ایران است.

## جمعیت
بر پایه سرشماری عمومی نفوس و مسکن در سال ۱۳۹۵، جمعیت این روستا برابر با ۵۳۸ نفر (۱۵۱ خانوار) بوده است.